# Hadena wiltshirei
Hadena wiltshirei är en fjärilsart som beskrevs av Brandt 1947. Hadena wiltshirei ingår i släktet Hadena och familjen nattflyn. Inga underarter finns listade i Catalogue of Life.